# Witzhave
Witzhave er en kommune og by i det nordlige Tyskland, beliggende i Amt Trittau under Kreis Stormarn. Kreis Stormarn ligger i den sydøstlige del af delstaten Slesvig-Holsten.

## Geografi
Witzhave ligger nordvest for det store skovområde Sachsenwald, omkring 20 km øst for Hamborg. Motorvejen A24 går gennem kommunen. Vandløbene Corbek, Witzhaver Au, Hahnenbek og floden Bille løber gennem kommunens område.